# Maquillage (album)
Maquillage è un EP della band punk rock di Verona A.C.T.H., prodotto dalla Mega Records nel 1990 e contenente cover di classici del rock e della disco music riarrangiati in stile punk.

## Tracce
1. Diana
2. Sound of Silence
3. Out of Time
4. Stayin' Alive
5. Back in USSR
6. Barbra Ann